# Inge Aicher-Scholl
Inge Aicher-Scholl, född 11 augusti 1917 i Ingersheim (idag en stadsdel i Crailsheim), död 4 september 1998 i Leutkirch im Allgäu, var en tysk författare, kulturarbetare och en av grundarna av Hochschule für Gestaltung i Ulm.
Inge Aicher-Scholl var syster till Sophie och Hans Scholl. Efter andra världskriget gav hon ut boken om syskonens motståndsrörelse Vita Rosen. Hon var efter kriget med och grundade en av de första folkhögskolorna i efterkrigstidens Tyskland. År 1953 var hon med och grundade Hochschule für Gestaltung tillsammans med maken Otl Aicher. Under 1980-talet engagerade hon sig i den västtyska fredsrörelsen.